# ترويشتلينغن
ترويشتلينغن (بالألمانية: Treuchtlingen) هي مدينة وبلدة ألمانية تقع في ألمانيا في منطقة فايسنبورغ غونتسنهاوزن.

## المدن التوأمة
مدينة بونساكو هي مدينة توأمة لـترويشتلينغن.

## أعلام
- غوتفريد هاينريش